# 杜賓·派尼克
杜賓·派尼克（丹麥語：Torben Piechnik，1963年5月21日—）是一名前丹麥防守球員，乃1992年歐洲國家盃冠軍隊成員。

## 國家隊生涯
派尼克於1991年11月13日丹麥主場對北愛爾蘭的比賽開展了國家隊生涯。
他曾代表國家隊參與1992和1996兩屆歐洲國家盃。於1992年一屆本為後備球員，因隊友於準決賽勇戰受傷，遂取代其於決賽上陣，最終奪冠而回。

## 榮譽
球員時代
奧胡斯
- 丹麥盃冠軍: 1996

丹麥國家隊
- 歐洲國家盃冠軍： 1992